# 패치 켈리
패치 켈리(영어: Patsy Kelly, 본명: 세라 베로니카 로즈 켈리, 본명 영어: Sarah Veronica Rose Kelly, 1910년 1월 12일 ~ 1981년 9월 24일)는 미국의 배우이다.

## 영화
- 목사님 만세 (1979년)
- 사랑의 유람선 (1977년)
- 프리키 프라이데이 (1976년)
- 로즈메리의 아기 (1968년) - 로라-루이즈 역
- 서부를 향해 달려라 (1965년)
- 네이키드 키스 (1964년)
- 제발 데이지는 먹지 마세요 (1960년)
- 싱 유어 워리스 어웨이 (1942년)
- 플레이메이트 (1941년)
- 히트 퍼레이드 오브 1941 (1940년)
- 카우보이와 숙녀 (1938년)
- 메레리 위 리브 (1938년)
- 웨이크 업 앤 라이브 (1937년)
- 프라이빗 넘버 (1936년)
- 싱, 베이비, 싱 (1936년)
- 피그스킨 퍼레이드 (1936년)
- 페이지 미스 글로리 (1935년) - 베티 역
- 고 인투 유어 댄스 (1935년)
- 에브리 나잇 앤 에이트 (1935년)
- 걸 프롬 미주리 (1934년)
- 트랜서틀랜틱 메리-고-라운드 (1934년)
- 고잉 헐리우드 (1933년)